# Vorsicht Mister Dodd
Vorsicht Mister Dodd ist ein deutscher Schwarzweißfilm des Regisseurs Günter Gräwert aus dem Jahr 1964. Hauptdarsteller in der Kriminalkomödie nach dem Theaterstück Streng geheim (Originaltitel: Out Of Bounds) von Arthur Watkyn war Heinz Rühmann in einer Doppelrolle. Der Film startete am 14. Februar 1964 in den bundesdeutschen Kinos.

## Handlung
Ivor Marmion kauft britische Militärgeheimnisse auf, um sie mit gutem Gewinn an östliche Geheimdienste weiter zu verkaufen. Aber der britische Secret Service hat erfahren, wann und wo Marmion eine Karte mit britischen Raketenstandorten von einem Mr. Howard kaufen will, und möchte die beiden auf frischer Tat verhaften. Doch dann erreicht den Leiter des Secret Service, Sir Gerald Blythe, die Nachricht, dass das Flugzeug mit Marmion abgestürzt sein soll und es keine Überlebenden gäbe.
Um dennoch Mr. Howard auf frischer Tat zu verhaften, soll Studienrat Dr. Lancelot Dodd, der Direktor der Internats, an der Sir Blythes Sohn unterrichtet wird, anstelle von Marmion zu dem Treffen gehen, da Mr. Dodd ein Doppelgänger von Marmion ist. Nachdem Sir Blythe versichert hat, dass die Aktion ungefährlich sei, da noch ein Mitarbeiter des Secret Service in der Nähe wäre, willigt Mr. Dodd ein und ist sogar bereit, seinen Schnurrbart abrasieren zu lassen, da Marmion nach Information des Secret Service keinen Bart hat.
Erste Probleme ergeben sich aber schon, als Mr. Dodd den Kellner Toni irrtümlich für den Geheimdienstmitarbeiter hält, der aber tatsächlich für eine dritte Partei arbeitet, die Marmion die Karte abnehmen will, sobald er sie erhalten hat. Völlig turbulent wird es, als der echte Marmion auftaucht, der ein späteres Flugzeug genommen hat. Aber Marmion hat sich einen Schnurrbart wachsen lassen, dadurch sieht Mr. Dodd für Mr. Howard, der Marmion nur von Fotos ohne Schnurrbart kennt, eher wie Marmion aus.

## Entstehungsgeschichte
Der Film wurde von der Produktionsfirma KG DIVINA-FILM GmbH & Co. hergestellt. Die Firma gehörte Ilse Kubaschewski, die zugleich Inhaberin des Erstverleihs Gloria-Film GmbH & Co. Filmverleih KG war. Der Arbeitstitel lautete zunächst Ihn kann nichts erschüttern.
Die Filmproduzenten Claus Hardt und Utz Utermann hatten Anfang der 1960er Jahre die erfolgreichen Kriminalkomödien Das schwarze Schaf und Er kann’s nicht lassen mit Heinz Rühmann hergestellt. Als Regisseur verpflichtete man den jungen Fernsehregisseur Günter Gräwert. Das übrige Filmteam bestand überwiegend aus erfahrenem Personal wie dem Kameramann Erich Claunigk und dem Komponisten Franz Grothe. Filmarchitekten waren Willi Schatz und Robert Stratil, als Tonmeister fungierte Walter Rühland. Regieassistent war Walter Boos. Die Entwürfe für den Titelvorspann stammten von dem Grafiker Michael Engelmann.
Eine spätere Fernsehversion von Arthur Watkyns Theaterstück unter der Regie von Thomas Engel lief 1975 unter dem Titel Streng geheim im 1. Programm.

## Kritiken
„Langatmige, nur mäßig spannende Kriminalkomödie nach britischen Vorbildern, die einen gewissen Reiz aus einer Doppelrolle für Heinz Rühmann bezieht.“

„Eine nur sehr mäßig vergnügliche Unterhaltung.“